# Doogort Machair/Lough Doo SAC
Doogort Machair/Lough Doo SAC este o arie protejată (arie specială de conservare — SAC, sit de importanță comunitară — SCI) din Irlanda întinsă pe o suprafață de 187,87 ha, integral pe uscat.

## Localizare
Centrul sitului Doogort Machair/Lough Doo SAC este situat la coordonatele 54°01′10″N 9°58′50″W / 54.019387°N 9.980465°V.

## Înființare
Situl Doogort Machair/Lough Doo SAC a fost declarat sit de importanță comunitară în iunie 1999 pentru a proteja 1 specie de plante și 3 specii de animale. Situl a fost protejat și ca arie specială de conservare în octombrie 2016.

## Biodiversitate
Situată în ecoregiunea atlantică, aria protejată conține 1 habitat natural: Machair (* habitat specific irlandez).
La baza desemnării sitului se află mai multe specii protejate:
- plante (1): Petalophyllum ralfsii
- păsări (3): fugaci de țărm (Calidris alpina), prundaș gulerat mare (Charadrius hiaticula), nagâț (Vanellus vanellus)

Pe lângă speciile protejate, pe teritoriul sitului au mai fost identificate 4 specii de plante.